# Alejandro Verga
Alejandro Verga (7 maart 1959) is een voormalig Argentijns hockeyer en tegenwoordig hockeycoach.
Verga speelde als hockeyer tussen 1979 en 1991 in de Argentijnse hockeyploeg en deed mee met de Olympische Spelen. In de zomer van 1991 verliet hij Argentinië en speelde hij in de Overgangsklasse bij Laren. Tevens is hij coach geweest van Amsterdam en HGC en was hij technisch manager tophockey bij de Almeerse. Tot het seizoen 2016/17 was Verga coach bij de Almeerse, dat uitkomt in de Hoofdklasse. Vanaf 2017 tot heden is hij actief als assistent coach/technisch manager van Kampong Heren 1, ook uitkomend in de Hoofdklasse. Voor zijn werk kreeg hij een koninklijke onderscheiding, Ridder in de Orde van Oranje-Nassau.